# Omnipresent (película)
Omnipresent es una película dramática búlgara de 2017 dirigida por Ilian Djevelekov. Fue seleccionada como la entrada búlgara a la Mejor Película Internacional en la 91.os Premios de la Academia, pero no fue nominada.

## Sinopsis
Emil es el propietario de una agencia de publicidad que se va obsesionando con espiar a su familia, amigos y empleados a través de cámaras ocultas. Lo que empieza como una divertida nueva afición se va tornando en desastre y aprende que muchos secretos nunca deberían ser desvelados.

## Reparto
- Velislav Pavlov como Emil
- Teodora Duhovnikova como Anna
- Vesela Babinova como Maria
- Anastassia Liutova como Nia

## Premios
- Festival Búlgaro de Largometrajes Golden Rose (2017) a Mejor Película y Mejor Actor.[3]
- Premio del gremio de críticos.[3]